# Fuente de Canaletas

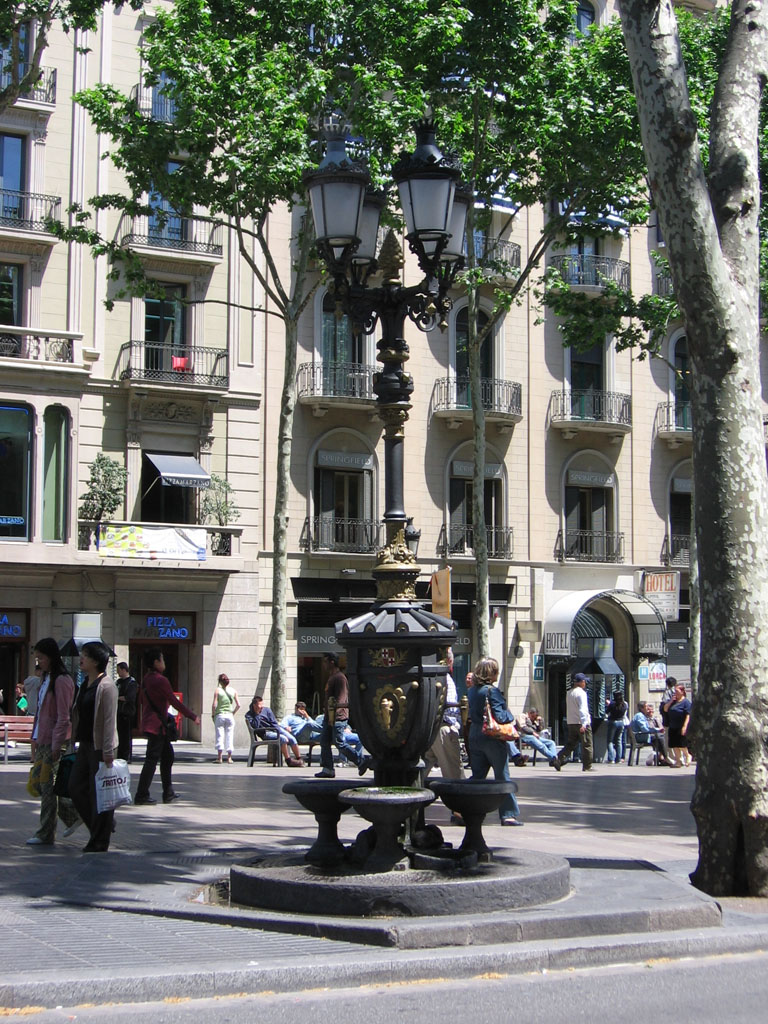
La fuente de Canaletas.

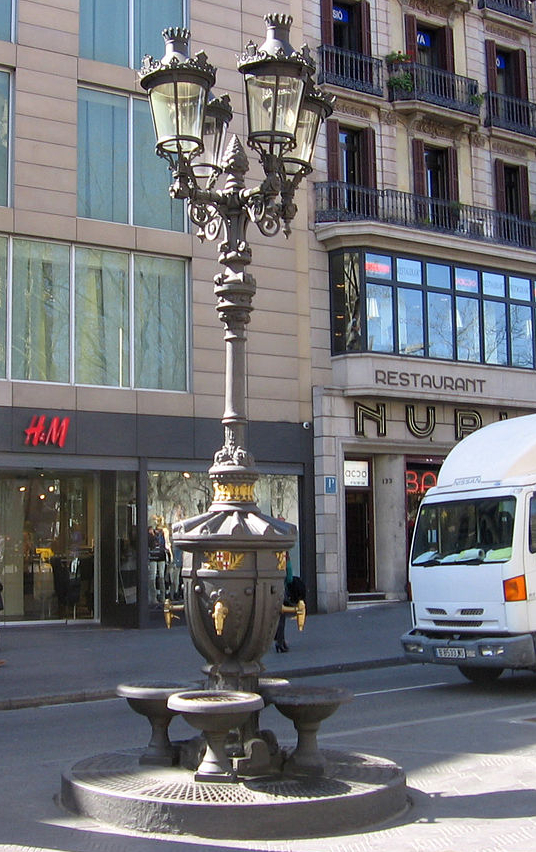
Otra vista de la fuente

La fuente de Canaletas (en catalán: font de Canaletes) es una modesta fuente-farola de Barcelona que es uno de los lugares emblemáticos de la ciudad en la que celebran sus éxitos los aficionados al Fútbol Club Barcelona. Se encuentra en el tramo de La Rambla llamado rambla de Canaletas, el primero bajando de la plaza de Cataluña.

## Historia y descripción
La fuente original procedía de un depósito situado en la Torre de San Severo de la antigua muralla medieval, que abastecía la zona de la Rambla y El Raval, originaria del siglo XVIII. Tenía un aljibe que ya recibía el nombre de Canaletas, quizá por las múltiples canalizaciones que desde aquí proveían a diversas fuentes de la zona. Con el derribo de las murallas en el siglo XIX la antigua fuente desapareció, al ser derribada la torre en 1862, y en su lugar se instalaron dos fuentes provisionales de hierro. En 1888 el Ayuntamiento de Barcelona acordó su sustitución por otra fuente definitiva, en el conjunto de un proyecto de cuatro fuentes-farolas ubicadas en diversos sitios de la ciudad, proyecto que fue encargado a Pedro Falqués. Posteriormente se amplió el proyecto a catorce fuentes, adjudicadas a Jaume Rodelles. La de Canaletas fue construida en 1892.
Realizada en hierro colado, la fuente tiene una base circular sobre la que se alza una estructura en forma de copa con cuatro grifos que vierten el agua sobre cuatro sendas pilas circulares; sobre esta copa se levanta una columna rematada por cuatro farolas. Las otras fuentes fueron colocadas en diversos lugares de la ciudad, como el Portal del Ángel, la calle Mayor de Gracia, la plaza de San Agustín Viejo, la ronda de San Pablo, la Gran Vía con Pau Claris, la plaza del Surtidor, la plaza de la Barceloneta, la Gran Vía con rambla de Cataluña (jardines de la Reina Victoria), la calle Mayor de San Andrés, la plazoleta de San Miguel, la plaza de Santes Creus, la plaza del Fénix, la avenida de Esplugues, la calle de San Adrián, la plaza de la Infancia y la Vía Trajana. Algunas de ellas ya han desaparecido, como la de Portal de Santa Madrona / Montserrat y la de la plaza de Tetuán.

## Anécdotas
Es célebre por dos razones:
- Cuenta la leyenda que «aquel o aquella que beba de su agua volverá a Barcelona». Es por ello que, por superstición, los visitantes que gustan de la ciudad beben de su agua si esperan volver un día a ella.[5]
- Los aficionados se reúnen en ella para celebrar los éxitos del Fútbol Club Barcelona. La tradición remonta a los años 1930, cuando los seguidores iban a informarse sobre los resultados a la redacción del diario deportivo La Rambla, situada justo frente a la fuente. A la puerta de entrada se colgaba una pizarra con el resultado de los partidos del día.[cita requerida]